# Gladiolus rhodanthus
Gladiolus rhodanthus là một loài thực vật có hoa trong họ Diên vĩ. Loài này được J.C.Manning & Goldblatt miêu tả khoa học đầu tiên năm 1999.